# José Luis Martínez Redondo
José Luis Martínez Redondo (1928 - Madrid, 12 de juliol de 1968) fou un periodista i crític cinematogràfic espanyol. Llicenciat a l'Escola Oficial de Periodisme el 1957, de seguida va passar a la redacció del diari ABC, on va escriure crítiques de tauromàquia i de cinema. També va col·laborar a les revistes Actualidad Española i Triunfo, de la que en fou redactor en cap. El 1958 es va casar amb Blanca Álvarez Portilla, filla del crític taurí d'ABC Manuel Álvarez i presentadora de televisió. El febrer de 1966 fou nomenat crític cinematogràfic del diari ABC. Després de la celebració del 21è Festival Internacional de Cinema de Canes (1968) se li va diagnosticar una greu malaltia que li va provocar la mort el juliol de 1968. Uns mesos abans havia rebut unes de les Medalles del Cercle d'Escriptors Cinematogràfics de 1967 en honor de la seva tasca literària i havia format part del jurat del premi de la crítica del Festival Internacional de Cinema de Mar del Plata d'aquell any.